# Cantonul Montigny-lès-Metz
Cantonul Montigny-lès-Metz este un canton din arondismentul Metz-Campagne, departamentul Moselle, regiunea Lorena, Franța.

## Comune
| Comune                | Populație (1999) | Cod poștal | Cod INSEE |
| --------------------- | ---------------- | ---------- | --------- |
| Augny                 | 2.172            | 57685      | 57039     |
| Chieulles             | 412              | 57070      | 57142     |
| Mey                   | 307              | 57070      | 57467     |
| Montigny-lès-Metz     | 21.990           | 57950      | 57480     |
| Saint-Julien-lès-Metz | 2.948            | 57070      | 57616     |
| Vantoux               | 909              | 57070      | 57693     |
| Vany                  | 328              | 57070      | 57694     |